# HD 169221
HD 169221，又名BD+49 2776，SAO 47411、HR 6886，是一颗恒星，视星等为6.4，位于銀經77.9，銀緯25.07，其B1900.0坐标为赤經18h 18m 36.7s，赤緯+49° 25.07′ 36″。